# Vòng loại Giải vô địch bóng đá Đông Nam Á 1998
Vòng loại Giải vô địch bóng đá Đông Nam Á 1998 được diễn ra ở hai nước đồng chủ nhà Myanmar và Singapore. Có ba đội bóng ở mỗi bảng và lấy hai đội bóng nhất, nhì tham dự giải đấu.

## Địa điểm
| Yangon                | Singapore           |
| --------------------- | ------------------- |
| Sân vận động Thuwunna | Sân vận động Jurong |
| Sức chứa: 50.000      | Sức chứa: 30.000    |
|                       |                     |

## Kết quả

### Bảng A
Các trận đấu diễn ra ở Myanmar.
| Đội     | ST | T | H | B | BT | BB | HS | Đ |
| ------- | -- | - | - | - | -- | -- | -- | - |
| Myanmar | 2  | 2 | 0 | 0 | 7  | 1  | +6 | 6 |
| Lào     | 2  | 1 | 0 | 1 | 2  | 4  | −2 | 3 |
| Brunei  | 2  | 0 | 0 | 2 | 2  | 6  | −4 | 0 |

| Myanmar | 4 – 1 | Brunei |
| ------- | ----- | ------ |
|         |       |        |

| Lào | 2 – 1 | Brunei |
| --- | ----- | ------ |
|     |       |        |

| Myanmar | 3 – 0 | Lào |
| ------- | ----- | --- |
|         |       |     |

### Bảng B
Các trận đấu diễn ra ở Singapore.
| Đội         | ST | T | H | B | BT | BB | HS | Đ |
| ----------- | -- | - | - | - | -- | -- | -- | - |
| Singapore   | 2  | 2 | 0 | 0 | 4  | 0  | +4 | 6 |
| Philippines | 2  | 0 | 1 | 1 | 1  | 2  | −1 | 1 |
| Campuchia   | 2  | 0 | 1 | 1 | 1  | 4  | −3 | 1 |

| Singapore | 1 – 0 | Philippines |
| --------- | ----- | ----------- |
|           |       |             |

| Campuchia | 1 – 1 | Philippines |
| --------- | ----- | ----------- |
|           |       |             |

| Singapore | 3 – 0 | Campuchia |
| --------- | ----- | --------- |
|           |       |           |